# Hemerobius jucundus
Hemerobius jucundus är en insektsart som beskrevs av Navás 1928. Hemerobius jucundus ingår i släktet Hemerobius och familjen florsländor. Inga underarter finns listade i Catalogue of Life.